# Ostende
Ostende [ɔstˈʔɛndə] (niederländisch Oostende [ˌoːstˈɛndə], französisch Ostende [ɔstɑ̃d]) ist eine Hafenstadt und ein Seebad an der belgischen Küste in der Provinz Westflandern mit 72.586 Einwohnern (Stand 1. Januar 2024).

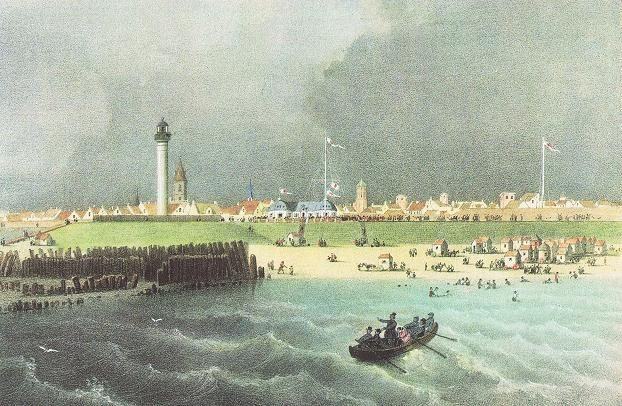
Ostende um 1855

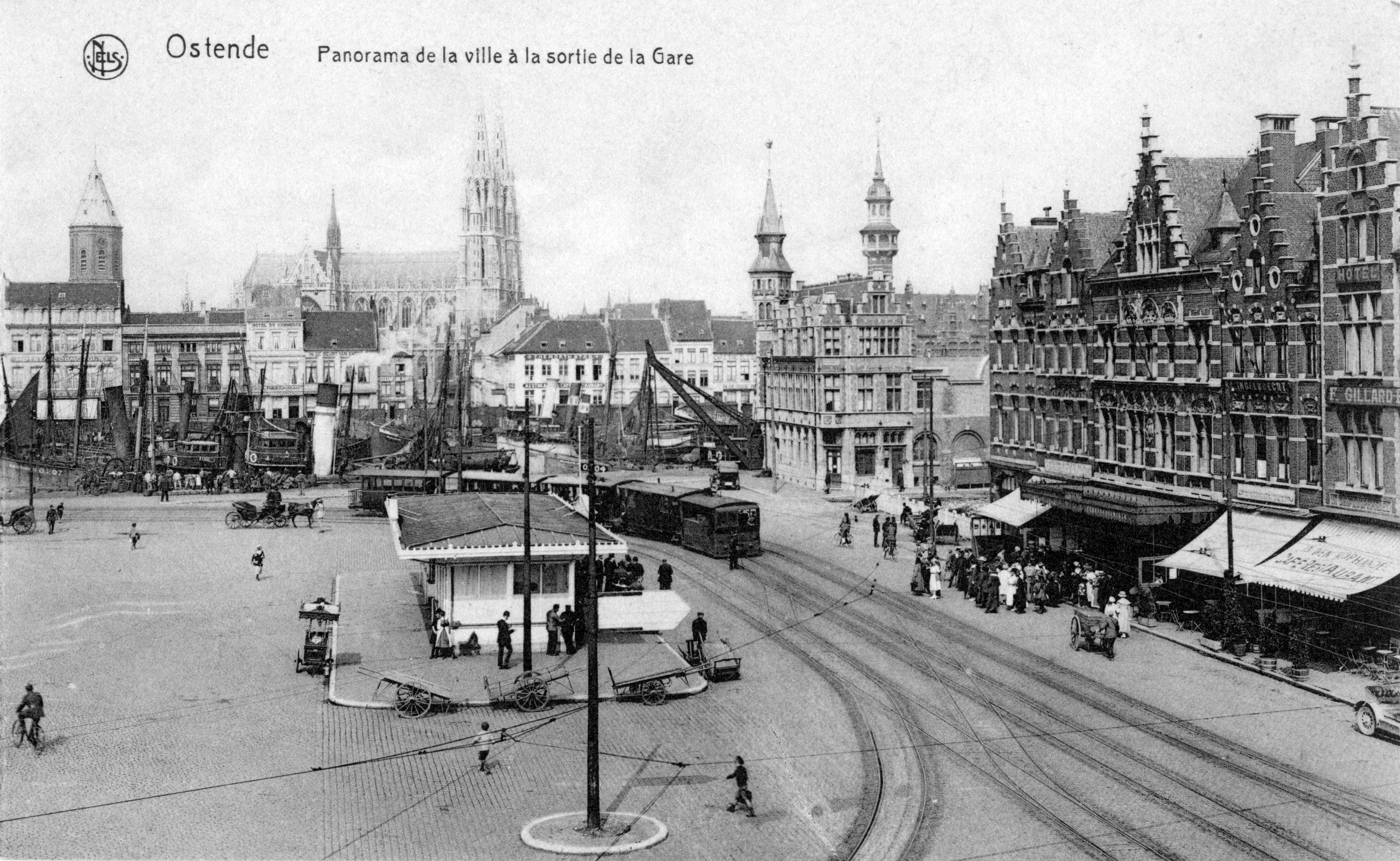
Van der Sweep plaats mit Dampfstraßenbahn der NMVB (frühes 20. Jahrhundert)

## Geschichte

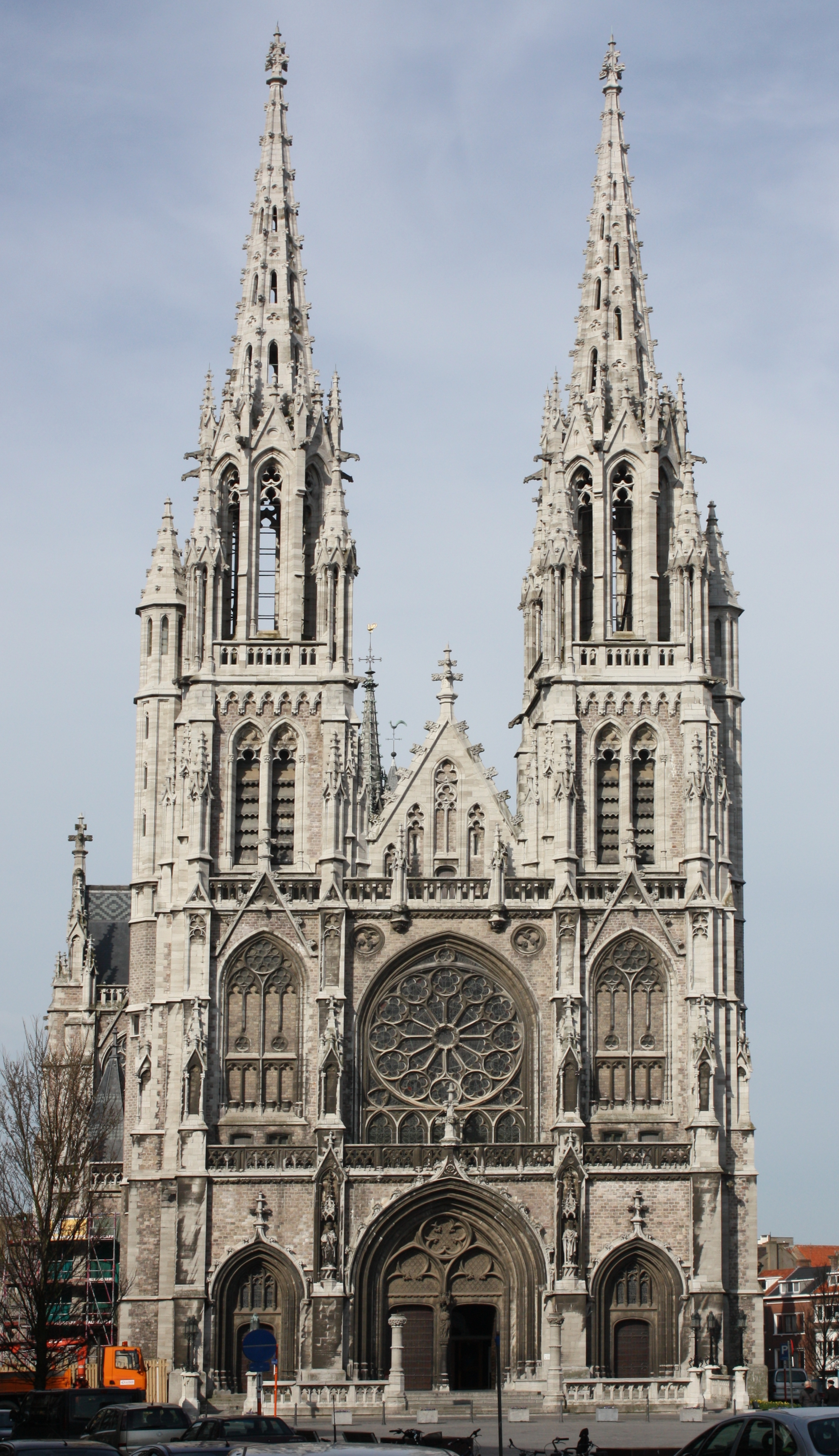
Sint-Petrus-en-Pauluskerk

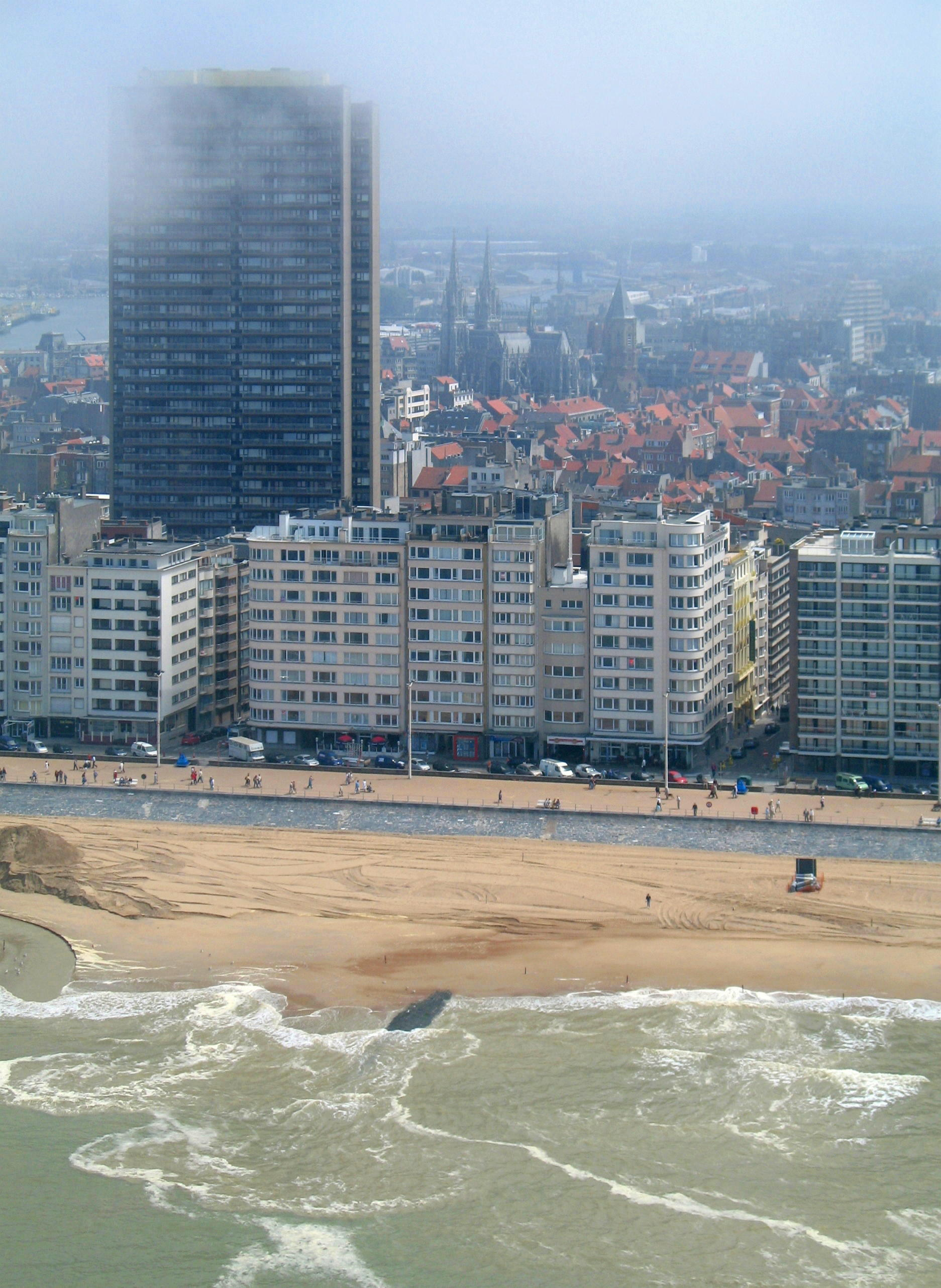
Strand, Seedeich und das Europacenter

Ostende liegt am früheren östlichen Ende der ehemaligen Insel Testerep. Darin liegt auch ihr Name begründet.
Historische Bedeutung erlangte die Stadt während des auch als Achtzigjähriger Krieg bekannten niederländischen Unabhängigkeitskampfs gegen die Spanier, als diese das von den Aufständischen gehaltene Ostende belagerten. Diese Belagerung im Jahr 1604 war eine der verlustreichsten in der Frühen Neuzeit.
Ostende war nun Teil der Spanischen Niederlande, nach der Übergabe an das Haus Österreich 1714 der Österreichischen Niederlande. 1722 gründete der römisch-deutsche Kaiser Karl VI. die Ostender Kompanie für den Seehandel mit Ostindien.
1792 wurden die Österreichischen Niederlande erstmals von französischen Revolutionsheeren besetzt. Nach der Niederlage der französischen Truppen in der Schlacht bei Neerwinden am 18. März 1793 konnte die Österreicher zunächst ihre Herrschaft wiederherstellen. Infolge der österreichischen Niederlage in der Schlacht bei Fleurus am 26. Juni 1794 gelang es den Franzosen, die Österreichischen Niederlande erneut zu besetzen. 1797 trat Österreich im Frieden von Campo Formio die Österreichischen Niederlande an Frankreich ab. Ab 1803 war die Küstenlinie bei Ostende militärisch befestigt, nachdem die Briten die Stadt angegriffen und bis 1802 belagert hatten.
Ab 1814 war die Stadt Teil des Königreichs der Vereinigten Niederlande, ab 1831 Belgiens. 
Am 19. September 1826 starben bei der Explosion des Artilleriearsenals mindestens 20 Menschen, 200 weitere wurden verletzt. Das wohlhabende d'Hargras-Viertel war anschließend nahezu eingeebnet, kaum ein Ostender Gebäude hatte die Katastrophe unbeschadet überstanden.
Der erste belgische König Leopold I. ließ 1834 seine Sommerresidenz in Ostende errichten: Ein Herrenhaus aus dem 18. Jahrhundert wurde zu einem „Königlichen Palais“ umgebaut. Unter König Leopold I. entstand die erste direkte Eisenbahnverbindung zwischen Brüssel und Ostende, die viele zu einer Weiterfahrt mit der Fähre nach Dover nutzten.
Doch erst als König Leopold II. 1865 den Thron bestieg und Ostende modernisierte, wurde sie zur „Königin der belgischen Badeorte“.  
Am 15. November 1914 wurde Ostende von deutschen Truppen erobert. Im Februar 1915 richtete die Oberste Heeresleitung in Ostende ein „Kommando der Kraftwagengeschütze“ unter der Leitung von Oberleutnant Günther Rüdel ein, in dem die Führer und Mannschaften der frühen Flugabwehrgeschütze ausgebildet wurden. Anders als auf den Firmen-Schießplätzen von Krupp und Rheinmetall in Tangerhütte bzw. Unterlüß konnte in Ostende an der See auf Freiballons und häufig auch auf feindliche Flugzeuge geschossen werden.
Im Oktober 1915 wurde dieses Ausbildungskommando zur Flakschule erweitert, und im Dezember 1915 schuf das Preußische Kriegsministerium in Ostende zusätzlich noch ein Versuchskommando zur Weiterentwicklung der damals noch recht einfachen Flugabwehrgeschütze – auf horizontal gelagerte Wagenräder montierte Feldkanonen. Dieses Kommando wurde ein Jahr später in die „Prüf- und Lehrabteilung für Flak“ umgewandelt, bei der die Ballonabwehr-Offiziere die wissenschaftlichen Vorkenntnisse für ihre Arbeit erhielten.
Durch den Überfall auf Seebrügge und Ostende versuchte die Royal Navy im April 1914 die Neutralisierung beider Häfen durch die Versenkung von Blockschiffen. Im Oktober 1918 befreite die belgische Armee Ostende.
Während des Zweiten Weltkriegs kapitulierte Belgien 18 Tage nach dem Beginn des Westfeldzuges der Wehrmacht am 28. Mai 1940. Einen Tag später marschierten deutsche Truppen kampflos in Ostende ein und nutzten die Stadt als Marinestützpunkt. Zuvor war Ostende von der Luftwaffe der Wehrmacht bombardiert worden. 1944 flogen Bomber der Westalliierten zahlreiche Luftangriffe gegen Frankreich (vor und nach der Invasion in der Normandie). Ostende war wegen seiner Hafenanlagen ein Ziel und wurde zu großen Teilen zerstört.

„Die Bevölkerung von Ostende war auf Anweisung der Kriegskommandantur Brügge (04.08.1944) bis Ende August evakuiert worden. Am 01.09.1944 betraten die Alliierten erstmals belgischen Boden und rückten schnell auf Brüssel vor. Antwerpen, rund 70 km östlich von Ostende gelegen, fiel den Alliierten bereits am 04.09.1944 in die Hände. Damit waren für die wenigen, in den Küstenorten verbliebenen Deutschen fast alle Fluchtwege abgeschnitten. In der Nacht vom 6. auf den 7. September verbrannten die Deutschen eilig das Lebensmitteldepot, das die Kriegsmarine in Ostende zurückgelassen hatte. Teile des Hafens wurden zerstört, aber als die Alliierten am 08.09.1944 in die Stadt einrückten, hatten alle Deutschen sie bereits verlassen. Zur Befreiung genügte ein kanadisches Regiment der „Manitoba Dragoons“, das am Vortag noch 10 km westlich in Nieuwpoort gelegen hatte. Überhaupt boten die Deutschen kaum nennenswerten Widerstand entlang der Küste zwischen De Panne und Zeebrugge.“

Beide Weltkriege führten zu erheblichen Zerstörungen in Ostende. Darüber hinaus wurden andere wichtige Gebäude, die die Kriege überstanden hatten, später durch Bauten im Stil der modernistischen Architektur ersetzt.

## Verkehr

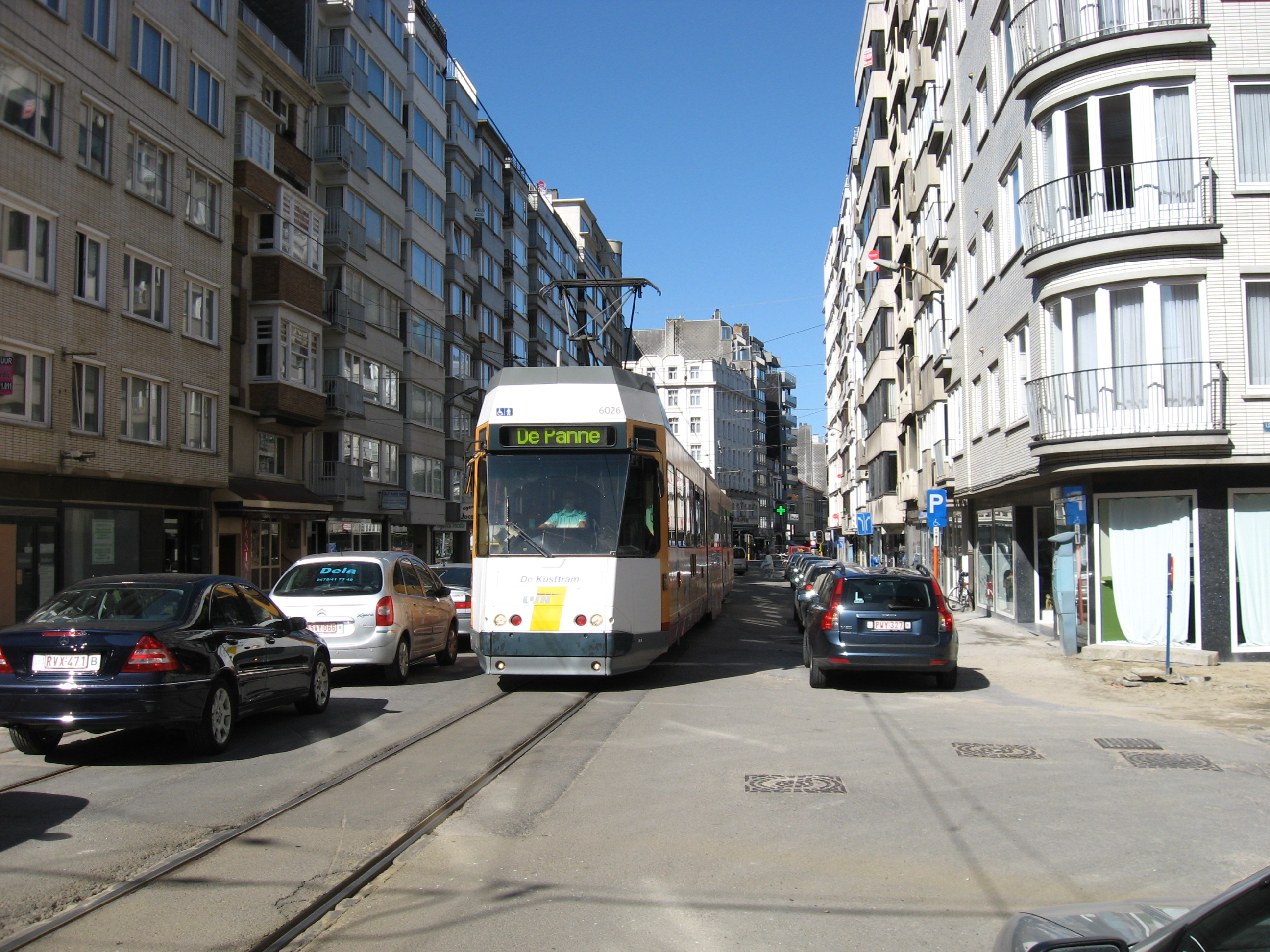
Zug der Kusttram in der Koningsstraat

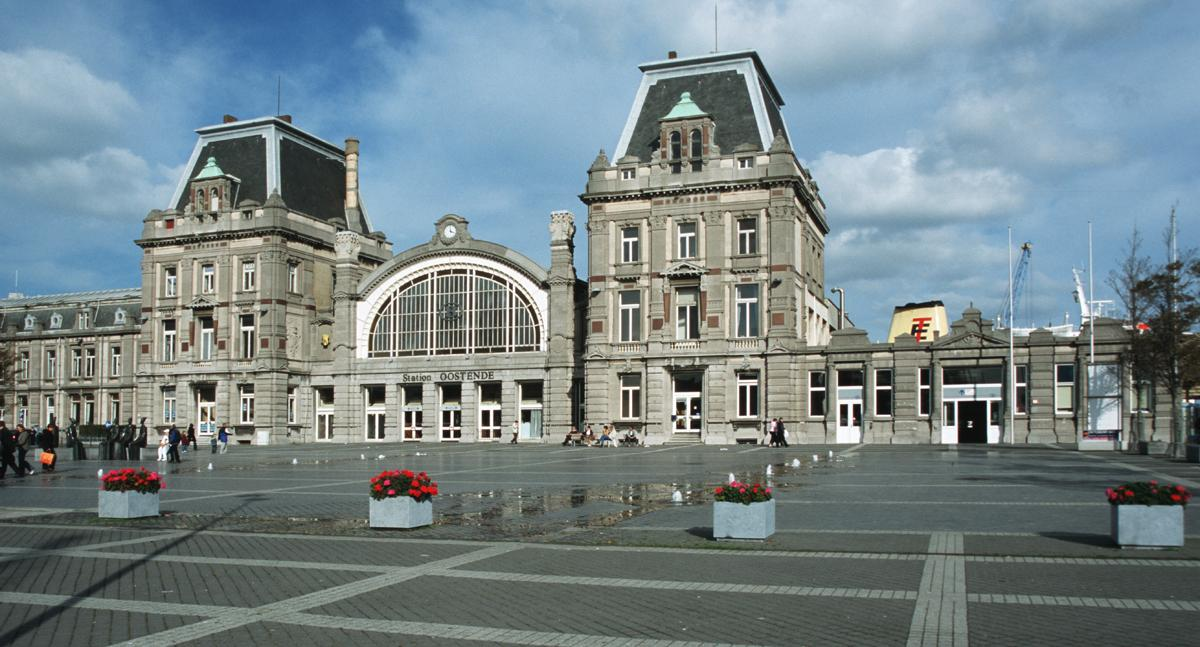
Bahnhof

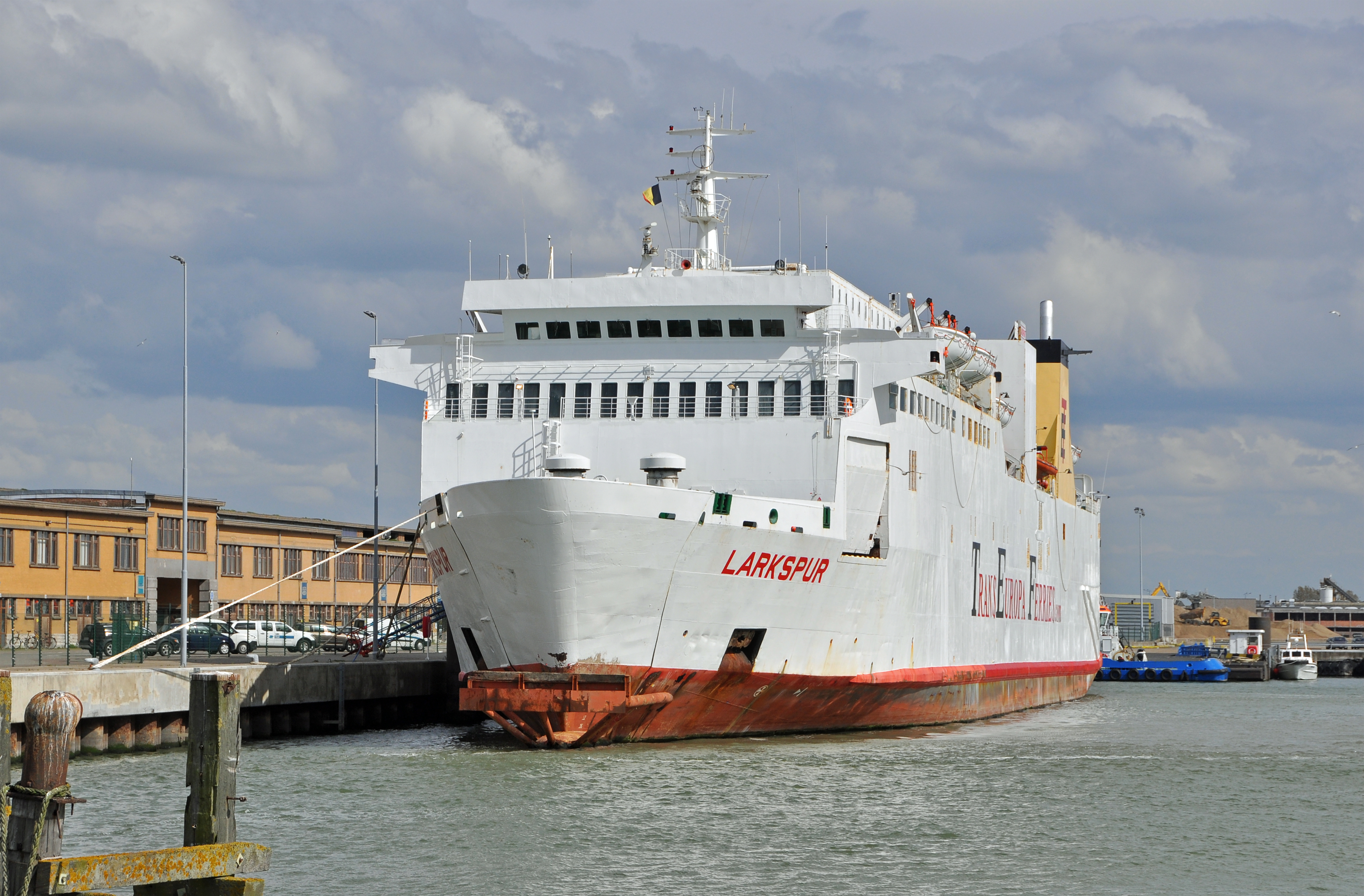
Fährschiff im Hafen

Die Stadt war und ist auch heute noch ein Verkehrsknotenpunkt (Auto, Schiene, Schiff und Flugzeug), auch wenn die Bedeutung seit der Eröffnung des Eurotunnels und der Zunahme von Billigflügen seit den 1990er Jahren zurückgegangen ist.
Mit der weltweit längsten Straßenbahn – der Überlandstraßenbahn Kusttram – erreichen Fahrgäste alle belgischen Orte an der Küste von De Panne bis Knokke.

### Luft
Der Flughafen Ostende-Brügge wird hauptsächlich für Fracht genutzt, jedoch auch für Feriencharter- und Geschäftsreiseverkehr.

### Bahn
Der Bahnhof Ostende wird täglich von rund 80 Zügen frequentiert und ist Ausgangspunkt für die stündlich verkehrenden IC-Züge der Verbindungen:
- IC 01: Ostende – Brügge – Gent – Brüssel – Lüttich – Verviers – Eupen
- IC 02: Ostende – Brügge – Gent – Sint-Niklaas – Antwerpen
- IC 23: Ostende – Brügge – Kortrijk – Zottegem – Brüssel – Flughafen Brüssel-Zaventem

### Wasser
Der Hafen von Ostende war früher einer der wichtigsten Fährhäfen für den Verkehr nach England, verlor aber nach der Eröffnung des Ärmelkanaltunnels und der kurz darauf folgenden Fertigstellung der Autobahnverbindung nach Calais an Bedeutung.
Bei Ostende befindet sich eine Navtex-Station für die Nordsee.

## Sehenswürdigkeiten

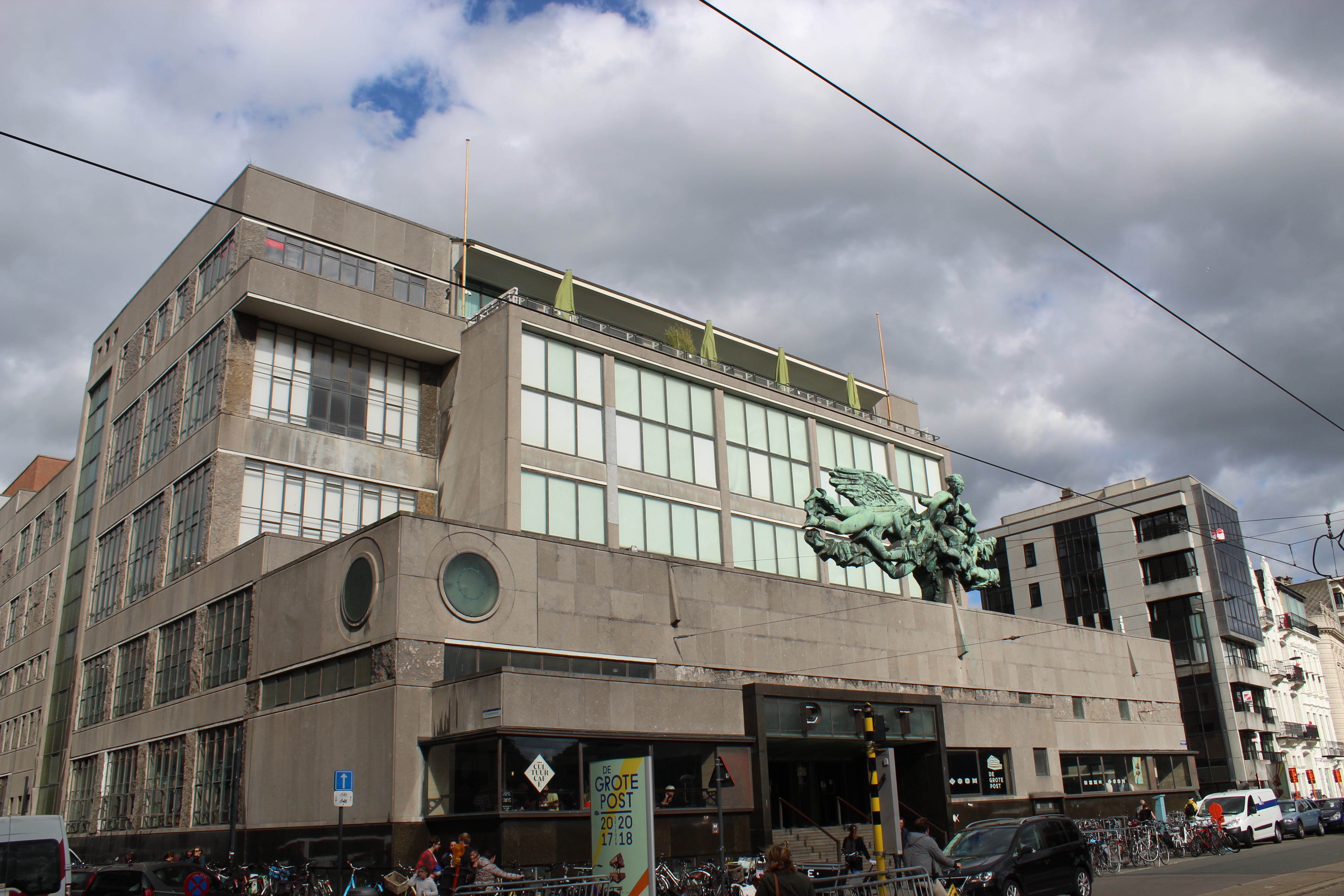
Altes Postgebäude

- Sint-Petrus-en-Pauluskerk, die St.-Petrus-und-Paulus-Kirche, 1899–1905 im neugotischen Stil erbaut; die von weitem sichtbare Kirche befindet sich im Stadtzentrum.
- Die ehemalige königliche Sommerresidenz.
- In Ostende befinden sich außerdem ein Kurbad, ein Kursaal, Yacht- und Fischereihäfen, Werften.
- Synagoge, erbaut 1910/11
- Altes Postgebäude von Gaston Eysselinck, erbaut 1947–1953

### Museen
- Amandine: Trawler, Museumsschiff
- Atlantikwallmuseum
- Domein Raversijde
- Fort Napoleon
- Historisches Museum De Plate, hier starb Louise d’Orléans, die zweite Ehefrau von König Leopold I., deren Sterbezimmer im Museum zu besichtigen ist
- James-Ensor-Haus: das Museum befindet sich in einem Haus, in dem der belgische Maler James Ensor von 1917 bis 1949 gelebt hat
- Mercator: ehemaliges Segelschulschiff
- PMMK: Museum für moderne Kunst

## Politik

### Stadtrat
- PVDA: 1
- Vooruit: 18
- G – VLD – CD: 8
- N-VA: 8
- VB: 6
- Sonst.: 0

Nach der Wahl kam es zu einer Koaliotion aus Vooruit und NVA. 
 Sie kommen zusammen auf 26 der 41 Sitze.
- PVDA: 1
- Vooruit: 84
- Groen: 11
- Open VLD: 29
- CD&V: 12
- G – VLD – CD: 8
- CDV – NVA: 5
- N-VA: 26
- VB: 25
- Sonst.: 0

Man könnte z. B. eine große Koalition aus Vooruit und OpenVLD und bilden. 
 Sie kämen auf 113 von 201 Sitzen.

## Freizeit
|                       | Jan  | Feb  | Mär  | Apr  | Mai  | Jun  | Jul  | Aug  | Sep  | Okt  | Nov  | Dez  |   |       |
| Mittl. Tagesmax. (°C) | 6,1  | 6,5  | 9,2  | 11,4 | 15,3 | 17,7 | 20,3 | 20,9 | 18,3 | 14,5 | 9,7  | 7,1  | ⌀ | 13,1  |
| Mittl. Tagesmin. (°C) | 1,1  | 0,5  | 2,3  | 4,1  | 7,9  | 10,7 | 12,8 | 12,5 | 10,2 | 7,1  | 4,0  | 2,3  | ⌀ | 6,3   |
|                       |      |      |      |      |      |      |      |      |      |      |      |      |   |       |
| Niederschlag (mm)     | 62,6 | 44,5 | 55,0 | 45,5 | 56,2 | 66,7 | 59,2 | 57,3 | 79,9 | 78,1 | 83,9 | 73,2 | Σ | 762,1 |
|                       |      |      |      |      |      |      |      |      |      |      |      |      |   |       |
| Regentage (d)         | 12,5 | 8,7  | 10,7 | 9,9  | 10,1 | 9,5  | 8,4  | 7,8  | 11,0 | 11,4 | 13,2 | 12,5 | Σ | 125,7 |

| 1,1 |

| 0,5 |

| 2,3 |

| 4,1 |

| 7,9 |

| 10,7 |

| 12,8 |

| 12,5 |

| 10,2 |

| 7,1 |

| 4,0 |

| 2,3 |

| 1,1 |

| 0,5 |

| 2,3 |

| 4,1 |

| 7,9 |

| 10,7 |

| 12,8 |

| 12,5 |

| 10,2 |

| 7,1 |

| 4,0 |

| 2,3 |

- Seebad: Ostende wird auch als die Königin der Seebäder bezeichnet, besitzt ein Vergnügungsviertel und etwa 300 Restaurants.
- Strandpromenade: Die Strandpromenade erstreckt sich über den gesamten Seedeich und ist von Straßencafés sowie Restaurants gesäumt.
- Kusttram: Die Kusttram ist eine Straßenbahnlinie, die alle Orte der flämischen Nordseeküste miteinander verbindet; sie ist mit 67 km die längste Straßenbahnstrecke der Welt.
- Casino Kursaal: Die 1857 eröffnete Spielbank liegt direkt am Strand und bietet Roulette, Black Jack, Poker und Spielautomaten an.
- Wellington Golf: öffentlicher 9-Loch-Golfplatz im Stadtzentrum. Vier Löcher davon befinden sich im Innenraum der Pferderennbahn Wellington Hippodroom.

## Sport
- Wellington Hippodroom: Pferderennbahn, auf der im Sommer Trab- und Galopprennen stattfinden. Die Gebäude der 1883 eröffneten und 2011 renovierten Rennbahn stehen seit 1998 unter Denkmalschutz.
- 1964 war der Ort zum ersten Mal Austragungsort der Dreiband-Weltmeisterschaft, bei der der Belgier Raymond Ceulemans zum zweiten Mal Weltmeister wurde. 1976 konnte er diesen Erfolg zum 13. Mal in Ostende wiederholen. 1933 gewann der Belgier Gaston de Doncker die Weltmeisterschaft in der Karambolagedisziplin Cadre 71/2 in Ostende.
- Der Fußballverein KV Ostende trägt seine Heimspiele in der Diaz Arena aus.
- Der BC Ostende ist der erfolgreichste Basketballverein des Landes und tritt im Versluys Dôme an. Er spielt seit 1973 durchgehend in der 1. Liga und wurde 25-mal belgischer Meister und 20-mal belgischer Pokalsieger.
- 2009 war Ostende Austragungsort der Europameisterschaft im Inline-Speedskating sowie 1999 der Inline-Speedskating-Marathon-EM. Auch die Inline-Speedskating-Weltmeisterschaften 1991, 2002 und 2013 fanden in Ostende statt.
- 1920 wurden die Segelwettbewerbe und der Polowettbewerb der Olympischen Sommerspiele in Antwerpen in Ostende ausgetragen.
- Die Damenmannschaft von Hermes Volley Oostende spielt in der höchsten Volleyball-Liga Belgiens und gewann zwischen 1971 und 1987 13-mal die belgische Meisterschaft.

## Städtepartnerschaften
Die Stadt Ostende unterhält eine Städtepartnerschaft mit Monaco seit 1958.

## Persönlichkeiten

### Söhne und Töchter der Stadt
- James Weddell (1787–1834), englischer Seefahrer und Walfänger
- Michel Van Cuyck (1797–1875), Maler
- Edouard Dubar (1803–1875), Maler
- Edouard Jean Conrad Hamman (1819–1888), belgisch-französischer Maler, Stecher und Illustrator
- Auguste Beernaert (1829–1912), Leiter der belgischen Delegation auf den Haager Konferenzen, Nobelpreis für den Frieden 1909
- Euphrosine Beernaert (1831–1901), Landschaftsmalerin
- Edgar Alfred Baes (1837–1909), Maler, Radierer, Kupferstecher, Kunstkritiker, Kunsthistoriker und Schriftsteller
- James Ensor (1860–1949), Maler und Zeichner
- Vincent Victor Dereere (1880–1973), Karmeliterpater und Missionar
- Leon Spilliaert (1881–1946), Maler und Zeichner
- Gustaaf Sorel (1905–1981), Maler und Zeichner
- Pierre Coppieters (1907–?), Schwimmer und Wasserballspieler
- Henri Storck (1907–1999), Dokumentarfilmer
- Karel Sys (1914–1990), Boxer
- Paul Valcke (1914–1980), Fechter
- Gerd Martienzen (1918–1988), deutscher Schauspieler und Synchronsprecher
- Roger Lenaers (1925–2021), katholischer Ordensgeistlicher, Jesuit, Pfarrer und Hochschullehrer
- Raoul Servais (1928–2023), Filmschaffender
- Werner Quintens (1937–2005), römisch-katholischer Priester
- Wilfried Puis (1943–1981), Fußballspieler
- Frans Verhaeghe (* 1945), Mittelalterarchäologe
- Jan Vercruysse (1948–2018), Bildhauer
- Arno (1949–2022), Sänger
- Jean Bourgain (1954–2018), Mathematiker
- Robert Van de Walle (* 1954), Judoka, Olympiasieger
- Xavier Tricot (* 1955), Maler und Autor
- Monica De Coninck (* 1956), Politikerin
- François Deley (* 1956), Schwimmer
- Koenraad Vanhoutte (* 1957), katholischer Geistlicher, Weihbischof in Mecheln-Brüssel
- Liza ’N’ Eliaz (1958–2001), DJ und Produzentin
- Denis Langaskens (* 1966), Tennisspieler
- Stefaan Maene (* 1972), Schwimmer
- Brigitte Becue (* 1972), Schwimmerin
- Stive Vermaut (1975–2004), Radrennfahrer
- Els Ampe (* 1979), Politikerin
- Andy Cappelle (* 1979), Radrennfahrer
- Pieter Ghyllebert (* 1982), Radrennfahrer
- Oliver Naesen (* 1990), Radrennfahrer
- Julie Vanloo (* 1993), Basketballspielerin
- Kimmer Coppejans (* 1994), Tennisspieler
- Martijn Dendievel (* 1995), Dirigent
- Divock Origi (* 1995), Fußballspieler
- Sandrine Tas (* 1995), Inline-Speedskaterin
- Manon Depuydt (* 1997), Leichtathletin
- Lara Nagels (* 1997), Volleyballspielerin
- Jelle Bataille (* 1999), Fußballspieler
- Red Sebastian (* 1999), Sänger

### Personen mit Beziehung zur Stadt
- Auguste Distave (1887–1947), belgischer Grafiker, lebte viele Jahre in Ostende
- Julius C. Turner (1881–1948), deutscher Graphiker und Radierer, lebte und starb in Ostende
- Prinz Karl von Belgien (1903–1983), Prinzregent von Belgien, lebte und starb in Ostende
- Marvin Gaye (1939–1984), US-amerikanischer Soul- und R&B-Sänger, lebte ab 1981 fast zwei Jahre in Ostende und schrieb hier seinen letzten großen Hit Sexual Healing[9]
- Henri Wille (1926–2012), belgischer Ornithologe, lebte und starb in Ostende